# Mekanismen för samarbete och kontroll
|  | Medlemsstater som varit föremål för samarbets- och kontrollmekanismen |

|  | Övriga medlemsstater inom Europeiska unionen |

Mekanismen för samarbete och kontroll var en tillfällig skyddsklausul som syftade till att säkerställa att nya medlemsstater inom Europeiska unionen uppfyllde sina åtaganden vad gällde den inre marknaden och området med frihet, säkerhet och rättvisa.
Skyddsklausulen reglerades av anslutningsfördragen 2003, 2005 och 2011, och kunde aktiveras av Europeiska kommissionen inom tre år från att en medlemsstat hade anslutit sig till unionen. Mekanismen var därefter i kraft till dess att kommissionen ansåg att den berörda medlemsstaten hade uppfyllt sina skyldigheter.
Samarbets- och kontrollmekanismen aktiverades för första och enda gången i samband med Bulgariens och Rumäniens anslutning till unionen den 1 januari 2007. Aktiveringen motiverades av brister i rättsväsendet, den utbredda förekomsten av korruption och, i Bulgariens fall, även organiserad brottslighet. Mekanismen var i kraft fram till den 15 september 2023 då kommissionen slutligen beslutade att upphäva den efter att länderna hade uppfyllt de uppsatta kraven.
Genom inrättandet av den europeiska rättsstatsmekanismen och ramen för rättsstatsprincipen har liknande permanenta mekanismer skapats för alla medlemsstater.

## Historia
Möjligheten att använda sig av en samarbets- och kontrollmekanism skapades för första gången genom anslutningsfördraget 2003, som reglerade anslutningsvillkoren för de tio medlemsstater som anslöt sig till Europeiska unionen den 1 maj 2004. Mekanismen syftade till att säkerställa att de nya medlemsstaterna verkligen genomförde de åtaganden som hade ingåtts under anslutningsförhandlingarna vad gällde den inre marknaden samt lagstiftningen kring ömsesidigt erkännande på det straffrättsliga och civilrättsliga området. Genom mekanismen gavs Europeiska kommissionen möjlighet att vidta lämpliga åtgärder för att skydda de tidigare medlemsstaterna, till exempel genom skyddsåtgärder på den inre marknaden eller upphävande av erkännandet av domar utfärdade i de nya medlemsstaterna. I slutändan aktiverade kommissionen aldrig mekanismen, som upphörde att existera tre år efter anslutningsdagen.
Möjligheten till samma typ av förfarande skapades genom anslutningsfördraget 2005, som reglerade Bulgariens och Rumäniens anslutning till unionen den 1 januari 2007. Redan den 13 december 2006, innan anslutningen hade ägt rum, aktiverade kommissionen mekanismen med hänsyn till brister i rättsväsendet, den utbredda förekomsten av korruption och, i Bulgariens fall, även organiserad brottslighet. Den trädde i kraft den 1 januari 2007, dock utan att några skyddsåtgärder vidtogs från unionens sida. Istället fungerade mekanismen som ett påtryckningsverktyg gentemot den bulgariska respektive rumänska regeringen att vidta olika åtgärder för att värna rättsstatens principer. Genom mekanismen upprättades en rad riktmärken som respektive medlemsstat var tvungen att uppfylla innan mekanismen kunde upphävas. Den 15 september 2023 upphävdes slutligen mekanismen av kommissionen.
Även i anslutningsfördraget 2011, som reglerade Kroatiens anslutning till unionen den 1 juli 2013, fanns en möjlighet till att aktivera en samarbets- och kontrollmekanism. I likhet med anslutningsfördraget 2003 utnyttjades dock aldrig denna möjlighet av kommissionen.

## Rättsliga bestämmelser
Samarbets- och kontrollmekanismen bestod egentligen av två olika delar, en som rörde den inre marknaden och en som rörde området med frihet, säkerhet och rättvisa. I det första fallet kunde mekanismen aktiveras om en ny medlemsstat äventyrade den inre marknadens funktionssätt eller unionens ekonomiska intressen genom att inte uppfylla sina skyldigheter enligt unionsrätten. I det andra fallet kunde mekanismen aktiveras om en ny medlemsstat misslyckades med att införliva eller genomföra rättsakter som rörde området med frihet, säkerhet och rättvisa. Mekanismen kunde aktiveras av Europeiska kommissionen redan innan en anslutning ägde rum, men trädde i kraft först i samband med själva anslutningen. Aktiveringen skedde antingen på begäran av en medlemsstat eller på kommissionens eget initiativ. Efter tre år från att anslutningen hade ägt rum upphörde möjligheten att aktivera mekanismen, men om mekanismen redan hade aktiverats så kvarstod de åtgärder som hade vidtagits inom ramen för mekanismen till dess att kommissionen beslutade att de inte längre var nödvändiga. De åtgärder som hade vidtagits inom ramen för mekanismen fick inte kvarstå längre än vad som var absolut nödvändigt för att upprätthålla unionsrätten.
Åtgärder som var möjliga att vidta inom ramen för mekanismen innefattade sektoriella skyddsåtgärder på den inre marknaden, till exempel begränsningar i handeln med den nya medlemsstaten. Mekanismen fick dock inte användas för godtycklig diskriminering eller dolda restriktioner av handeln mellan medlemsstaterna. Andra möjliga åtgärder innefattade upphävandet av tillämpningen av rättsakter som rörde området med frihet, säkerhet och rättvisa.

## Användande och genomförande

### Utvidgningen 2004
Anslutningsfördraget 2003 innehöll en möjlighet för Europeiska kommissionen att aktivera mekanismen för samarbete och kontroll för de anslutande länderna Cypern, Estland, Lettland, Litauen, Malta, Polen, Slovakien, Slovenien, Tjeckien och Ungern under tre års tid från anslutningsdagen. Kommissionen valde dock att aldrig aktivera mekanismen.
Utvecklingen gällande rättsstatens principer i Ungern och Polen under regeringen Orbán respektive regeringen Szydło under 2010-talet medförde dock att kommissionen, mer än tio år senare, införde en ny mekanism – ramen för rättsstatsprincipen – för att granska alla medlemsstater. Denna mekanism har senare även kompletterats med den europeiska rättsstatsmekanismen.

### Utvidgningen 2007
Anslutningsfördraget 2005 innehöll en möjlighet för Europeiska kommissionen att aktivera mekanismen för samarbete och kontroll för de anslutande länderna Bulgarien och Rumänien under tre års tid från anslutningsdagen. Mot bakgrund av brister i rättsväsendet, den utbredda förekomsten av korruption och, i Bulgariens fall, även organiserad brottslighet, beslutade kommissionen den 13 december 2006 att aktivera den del av mekanismen som rörde området med frihet, säkerhet och rättvisa. Besluten trädde i kraft på anslutningsdagen den 1 januari 2007. Mekanismen var i kraft för Bulgarien och Rumänien fram till den 15 september 2023, dock utan att några skyddsåtgärder hade vidtagits från unionens sida. All unionsrätt, inklusive ömsesidigt erkännande av domar, var fortfarande fullt tillämplig i förbindelserna med Bulgarien och Rumänien. Istället handlade mekanismen för Bulgariens och Rumäniens del om att övervaka reformer som krävdes för att förbättra rättsväsendet och bekämpa korruption och organiserad brottslighet.
I Rumäniens fall sattes fyra riktmärken upp som var tvungna att uppfyllas innan mekanismen upphävdes. Dessa riktmärken innefattade ett öppnare och effektivare rättsväsende, inrättandet av en integritetsbyrå, ytterligare åtgärder mot korruption på hög nivå samt ytterligare åtgärder mot korruption på lokal nivå.
I Bulgariens fall sattes sex riktmärken upp som var tvungna att uppfyllas innan mekanismen upphävdes. Dessa riktmärken innefattade konstitutionsändringar för att säkerställa rättsväsendets oberoende, ett öppnare och effektivare rättsväsende, fortsatta reformer för att göra rättsväsendet mer professionellt, bekämpning av korruption vid gränserna och på lokal nivå samt bekämpning av organiserad brottslighet.
Kommissionen utvärderade regelbundet Bulgariens och Rumäniens uppfyllande av dessa riktmärken. Senast den 31 mars varje år var Bulgariens respektive Rumäniens regering tvungen att rapportera till kommissionen om sina framsteg för vart och ett av riktmärkena. Kommissionen gjorde även besök i de båda medlemsstaterna med olika expertgrupper. Kommissionen redogjorde för sin bedömning av utvecklingen i regelbundna rapporter som överlämnades till Europaparlamentet och Europeiska unionens råd. Under 2019 och 2022 konstaterade kommissionen att Bulgarien respektive Rumänien hade uppfyllt alla sina skyldigheter. Följaktligen upphörde kommissionen med sina regelbundna granskningar. I juli 2023 beslutade kommissionen att slutligen inleda det formella upphävandet av mekanismen. Innan mekanismen kunde upphävas var kommissionen tvungen att samråda med de nationella regeringarna i Europeiska unionens råd. Ett formellt upphävande skedde slutligen den 15 september 2023.
Mekanismen användes under lång tid av vissa andra medlemsstater som motivering för att blockera Bulgariens och Rumäniens anslutning till Schengenområdet, även om det aldrig fanns någon formell koppling mellan uppfyllandet av mekanismens villkor och villkoren för att ansluta sig till Schengenområdet.

#### Fullföljandet av riktmärkena
Fem år efter anslutningen konstaterade kommissionen i sin elfte halvårsrapport att många problem fortfarande kvarstod i både Bulgarien och Rumänien. Liknande slutsatser hade kommissionen dragit i tidigare rapporter. I en rapport 2016 konstaterade kommissionen att Rumänien hade gjort stora framsteg, men att Bulgarien inte hade kommit lika långt i sina reformer.
I sin rapport i början av 2017 utvärderade kommissionen Bulgariens och Rumäniens framsteg, både under det föregående året och under de tio år som förfarandet hade pågått. För Bulgariens del konstaterade kommissionen att framsteg hade skett, men inte i den takt som hade varit önskvärd. För Rumäniens del konstaterade kommissionen att stora framsteg hade gjorts sedan anslutningen till unionen, även om det också hade förekommit perioder av bakslag och stagnation. Nya utvärderingar av de båda medlemsstaterna kom i slutet av 2017 och 2018. Även dessa konstaterade att ytterligare reformer behövdes genomföras innan mekanismen skulle kunna upphävas. Kommissionen Juncker hade som mål att förfarandena skulle vara avslutade innan slutet av oktober 2019. Den 22 oktober 2019 meddelade dock kommissionen att korruptionssituationen i Rumänien hade snarare förvärrats, medan Bulgarien däremot ansågs uppfylla alla krav för att upphäva mekanismen. I juni 2021 konstaterade kommissionen att situationen i Rumänien hade förbättrats, men att samtliga krav för att upphäva mekanismen ännu inte var uppfyllda. Den 22 november 2022 konstaterade kommissionen slutligen att Rumänien uppfyllde alla sina skyldigheter enligt unionsrätten och att mekanismen för samarbete och kontroll därmed kunde avslutas även för Rumäniens del.

### Utvidgningen 2013
Anslutningsfördraget 2011 innehöll en möjlighet för Europeiska kommissionen att aktivera mekanismen för samarbete och kontroll för det anslutande landet Kroatien under tre års tid från anslutningsdagen. Kommissionen valde dock att aldrig aktivera mekanismen.